# Stadtilm
Stadtilm – miasto w Niemczech w kraju związkowym Turyngia, w powiecie Ilm.

## Współpraca
Miejscowości partnerskie:
- Waldbronn, Badenia-Wirtembergia
- Wetter (Ruhr), Nadrenia Północna-Westfalia